# (73750) 1993 TT41
(73750) 1993 TT41 – planetoida z pasa głównego asteroid okrążająca Słońce w ciągu 4,61 lat w średniej odległości 2,77 j.a. Odkryta 9 października 1993 roku.